# Monteverdi Hai 450
Monteverdi Hai 450 – supersamochód z lat 70. XX wieku, wyprodukowany przez szwajcarskie przedsiębiorstwo branży motoryzacyjnej Monteverdi, nie produkowany seryjnie. Wyposażony był on w nadwozie typu coupé. Samochód był napędzany przez silnik V8 o pojemności 7,0 l. Wyprodukowano tylko jeden egzemplarz modelu Hai 450 SS, w 1970 roku. 
Zbudowano ponadto w 1973 roku drugi różniący się nieco nadwoziem prototyp oznaczony Hai 450 GTS. W latach 90. firma Monteverdi zbudowała z części dwie oficjalne repliki do muzeum fabrycznego. 

## Dane techniczne
- Silnik: V8 7,0 l (6974 cm³)[1]
- Układ zasilania: b.d.
- Średnica × skok tłoka: b.d.
- Stopień sprężania: b.d.
- Moc maksymalna: 390 KM (287 kW)[1]
- Maksymalny moment obrotowy: b.d.
- Prędkość maksymalna: b.d.